# 梅尼勒莱皮努瓦
梅尼勒莱皮努瓦（法語：Ménil-Lépinois，法語發音：[menil lepinwa]）是法国大东部大区阿登省的一个市镇，属于勒泰勒区。

## 地理
梅尼勒莱皮努瓦（49°22'43"N, 4°17'6"E）面积18.01 平方千米，位于法国大東部大區阿登省，该省份为法国北部内陆省份，西接埃纳省，南至马恩省，东临默兹省，北与比利时接壤。
与梅尼勒莱皮努瓦接壤的市镇（或旧市镇、城区）包括：阿兰库尔、欧松斯、贝尔尼库尔、勒图尔讷河畔勒沙特莱、瑞尼维尔、讷夫利兹、叙普河畔伊勒、瓦默里维尔。

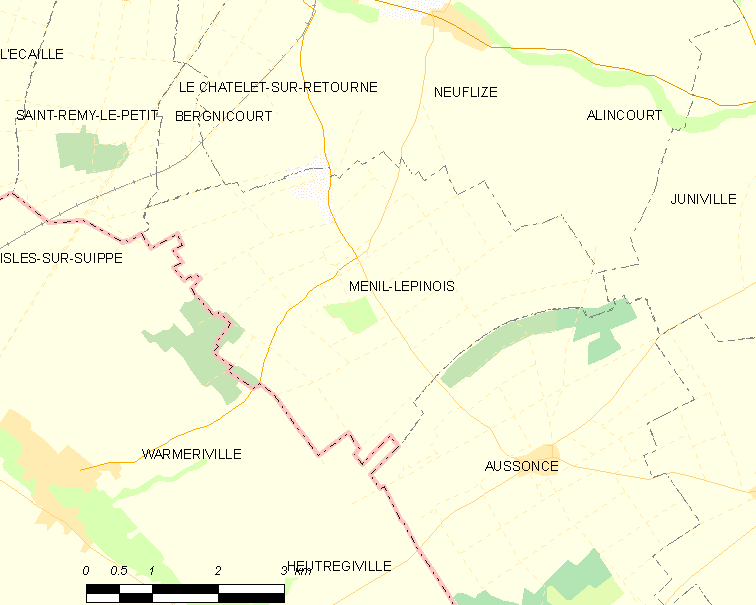
梅尼勒莱皮努瓦的OSM定位图

梅尼勒莱皮努瓦的时区为UTC+01:00、UTC+02:00（夏令时）。

## 行政
梅尼勒莱皮努瓦的邮政编码为08310，INSEE市镇编码为08287。

## 政治
梅尼勒莱皮努瓦所属的省级选区为波尔西安堡县。

## 人口

1962-2008年间梅尼勒莱皮努瓦人口变化图示

梅尼勒莱皮努瓦于2022年1月1日时的人口数量为144人。